# Edward Rowan Boland
Sir Edward Rowan Boland, britanski general, * 1898, † 1972.